# Mansour bin Muqrin Al Sa'ud
Manṣūr bin Muqrin Āl Saʿūd (in arabo منصور بن مقرن بن عبدالعزيز آل سعود‎?; Riyad, 1974 – Abha, 5 novembre 2017) è stato un principe, politico e imprenditore saudita, membro della famiglia reale Āl Saʿūd.

## Biografia
Il principe Mansour era figlio dell'ex principe ereditario Muqrin bin 'Abd al-'Aziz e di Abta bint Hamud bin Ubayd Al Rashid.  È fratello germano dei principi Fahd e Turkī.
Il 29 gennaio 2015 re Salman lo aveva nominato consigliere della Corte del principe ereditario.
Era partner della filiale araba della catena americana di negozi di mobili Ethan Allen  e vicepresidente della Fondazione Al-Bayan che costruisce istituti di istruzione superiore in Arabia Saudita.
Il 22 aprile era stato nominato vice governatore della Provincia di Asir.
Il principe è morto nei pressi di Abha il 5 novembre 2017, in un incidente di elicottero al confine con lo Yemen, insieme ad altri sette funzionari sauditi. Il Ministero dell'interno ha dichiarato che il principe e gli altri sette stavano tornando da un'ispezione. Non ha però specificato la causa dell'incidente. Alcune fonti hanno riportato che Mansour è rimasto ucciso mentre tentava di fuggire dal paese con il suo elicottero privato durante la serie di arresti per corruzione cominciata poche ore prima. Il movimento di tutti gli elicotteri privati è stato bandito con il lancio della purga. Il suo elicottero è andato giù e è scomparso dai radar il 5 novembre 2017. Suo fratello Faysal in una dichiarazione al quotidiano saudita Okaz ha negato che la morte di Mansour non sia stata casuale.
Le preghiere funebri si sono tenute il 7 novembre nella moschea Imam Turki bin Abd Allah di Riad dopo la preghiera del pomeriggio. La salma è stata poi sepolta nel cimitero al-'Ud della città.

## Vita personale
Nel 2013 sposò una figlia del principe Sa'ud bin Fahd.